# Artibeus obscurus
Artibeus obscurus је врста слепог миша из породице Phyllostomidae.

## Распрострањење
Ареал врсте покрива средњи број држава. Врста је присутна у Бразилу, Венецуели, Колумбији, Перуу, Боливији, Гвајани, Суринаму и Француској Гвајани.

## Станиште
Станишта врсте су шуме и саване. 

## Угроженост
Ова врста је наведена као последња брига, јер има широко распрострањење и честа је врста.